# Doudeauville (Pas-de-Calais)
Doudeauville ist eine französische Gemeinde mit 605 Einwohnern (Stand: 1. Januar 2022) im Département Pas-de-Calais in der Region Hauts-de-France. Sie gehört zum Arrondissement Boulogne-sur-Mer und zum Kanton Desvres. Die Einwohner werden Doudeauvillois genannt.

## Geographie
Die Gemeinde Doudeauville liegt im Regionalen Naturpark Caps et Marais d’Opale, 19 Kilometer südöstlich von Boulogne-sur-Mer an der Quelle des Flusses Course. Umgeben wird Doudeauville von den Nachbargemeinden Longfossé im Nordwesten und Norden, Courset im Norden, Bécourt im Nordosten und Osten, Zoteux im Osten, Bezinghem im Süden, Parenty im Süden und Südwesten, Lacres im Südwesten sowie Samer im Westen.

## Bevölkerungsentwicklung
| Jahr                       | 1962 | 1968 | 1975 | 1982 | 1990 | 1999 | 2006 | 2013 | 2022 |
| -------------------------- | ---- | ---- | ---- | ---- | ---- | ---- | ---- | ---- | ---- |
| Einwohner                  | 421  | 376  | 412  | 416  | 383  | 401  | 461  | 519  | 605  |
| Quellen: Cassini und INSEE |      |      |      |      |      |      |      |      |      |

## Sehenswürdigkeiten
- Kirche Saint-Bertulphe aus dem 16. Jahrhundert, Monument historique seit 1926
- Reste des früheren Klosters
- Schloss aus dem 18. Jahrhundert
- Herrenhaus in Doudeauville
- Mühle von Doudeauville

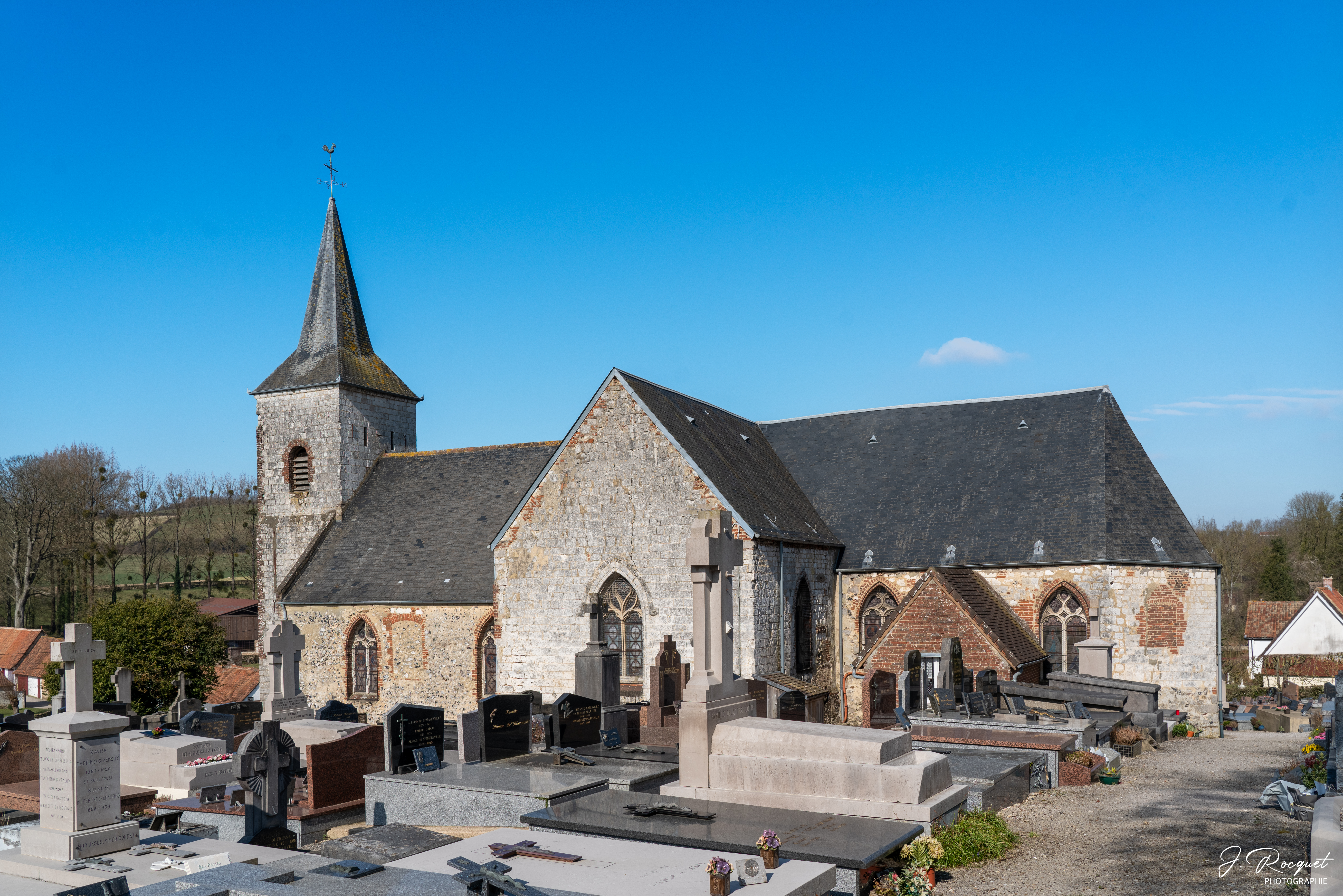
Kirche Saint-Bertulphe
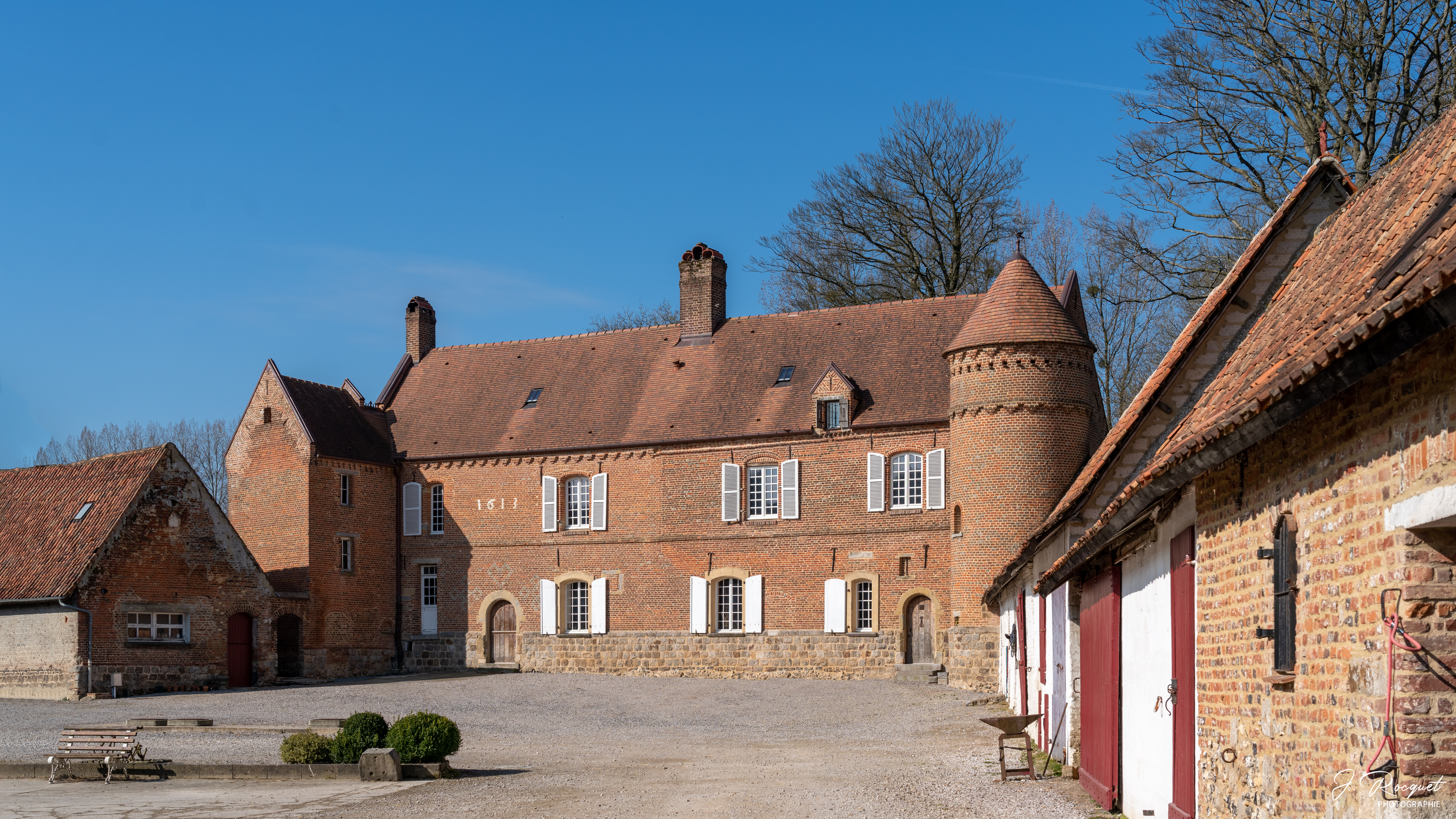
Herrenhaus
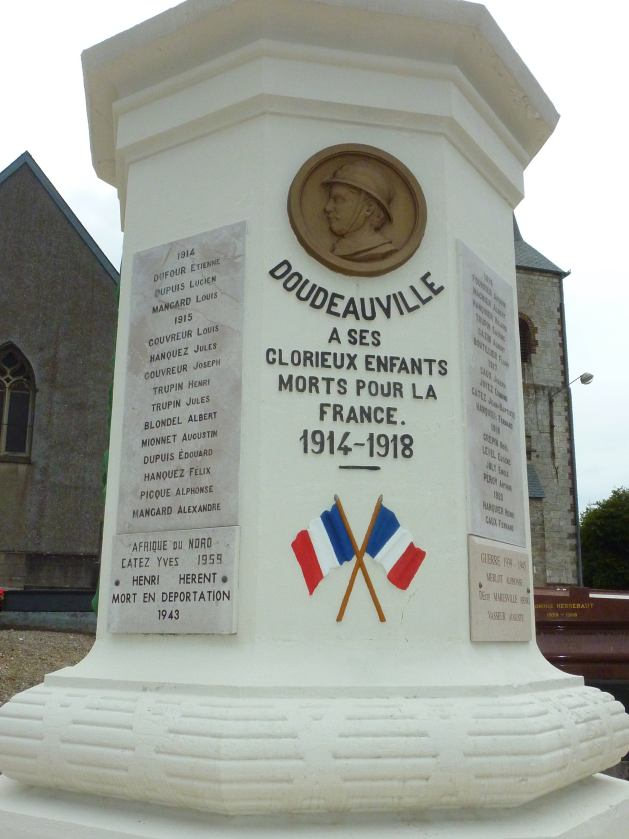
Gefallenendenkmal